# اندیس سر تخت بهرام
سر تخت بهرام یک اندیس فلزی است که در حوالی شهر بشرویه استان خراسان قرار دارد و مادهٔ معدنی موجود در آن، سرب و روی است.  